# 加賀健一
加賀 健一（かが けんいち、1983年9月30日 - ）は、秋田県南秋田郡天王町（現：潟上市）出身の元プロサッカー選手。ポジションはディフェンダー、ミッドフィールダー（本職はセンターバック（CB））。

## 来歴
10歳の時にサッカーを始める。1999年、秋田商業高校に進学。高校2年生の時にFWからDFにコンバートされた。当時はもっぱら3バックの中央を務め、1対1の強さと攻撃参加を売りにしていた。
2002年にジュビロ磐田に入団。サテライトではスピードを活かし右のストッパーとして活躍していたが、トップチームで同ポジションを務めていた鈴木秀人からポジションを奪うことができなかった。
出場機会を求めて、2005年よりコンサドーレ札幌へと期限付き移籍。札幌では、後に磐田でも指揮を執る柳下正明監督の下でレギュラーとして活躍し、2シーズンの間、CBの主軸としてプレー。右サイドのウイングバック（WB）でも起用された。
札幌での活躍と成長が磐田側に評価され、2007年から3シーズンぶりに磐田に復帰。CBの他、4バック時には右サイドバック（SB）として起用され、後方からの攻撃参加に抜群のスピードを発揮した。同年9月30日、自身の誕生日に入籍。2010年はセンターバックのレギュラーとして活躍していたが、同年7月に富山との練習試合中に相手選手のキックを顔面に受けて頸椎骨折の大怪我を負い、長期離脱を余儀なくされた。約半年間のリハビリを経て、2011年の開幕戦より戦線復帰。同年のナビスコカップ福岡戦ではハーフライン付近からのロングボールがそのままゴールとなり 4年ぶりの得点を挙げた。同年末、FC東京や川崎などから獲得のオファーを受ける。
2012年よりFC東京へ完全移籍。退団した今野泰幸の穴を埋めるべく、主に右CBでプレー。韓国代表DFチャン・ヒョンスらとポジションを争った。SBもこなすスタイルから、ランコ・ポポヴィッチ監督からはイタリアのDFクリスティアン・パヌッチに例えられていた。2014年は開幕から好調を維持するも、J1第4節川崎戦で安柄俊からの肘打ちを頸部に受け 離脱。復帰後も同箇所 やハムストリング近位挫傷 と負傷が続いた。同年限りでFC東京との契約を満了し 退団。年長選手も遠慮なしにいじるムードメーカーとしても 親しまれていた。
2015年に浦和レッズへ完全移籍。左右のストッパーとして構想されていたが左足負傷で出遅れてしまい、闘志剥き出しのプレーで復調を見せるも 在籍2年間でリーグ戦5試合出場にとどまった。
2017年にモンテディオ山形へ完全移籍。同年7月、J2第24節湘南戦では相手GKの手元で鋭く落ちるミドルシュートを決め、公式戦6年ぶりの得点を記録した。
2020年1月13日、ブラウブリッツ秋田に完全移籍により加入すると発表された。2021年、左膝前十字靭帯断裂で戦線離脱。
2025年2月3日、自身のSNSにて現役引退を表明した。引退後は浦和レッズU-12のコーチに就任。

## 所属クラブ
- 天王サッカースポーツ少年団[6] (天王町立天王小学校[3])
- 1996年 - 1998年 天王町立天王中学校[6]
- 1999年 - 2001年 秋田市立秋田商業高等学校
- 2002年 - 2011年  ジュビロ磐田
  - 2005年 - 2006年  コンサドーレ札幌 (期限付き移籍)
- 2012年 - 2014年  FC東京
- 2015年 - 2016年  浦和レッズ
- 2017年 - 2019年  モンテディオ山形
- 2020年 - 2024年  ブラウブリッツ秋田

## 個人成績
| 国内大会個人成績 | 国内大会個人成績 | 国内大会個人成績 | 国内大会個人成績 | 国内大会個人成績 | 国内大会個人成績 | 国内大会個人成績 | 国内大会個人成績 | 国内大会個人成績 | 国内大会個人成績 | 国内大会個人成績 | 国内大会個人成績 |
| 年度             | クラブ           | 背番号           | リーグ           | リーグ戦         | リーグ戦         | リーグ杯         | リーグ杯         | オープン杯       | オープン杯       | 期間通算         | 期間通算         |
| 年度             | クラブ           | 背番号           | リーグ           | 出場             | 得点             | 出場             | 得点             | 出場             | 得点             | 出場             | 得点             |
| 日本             | 日本             | 日本             | 日本             | リーグ戦         | リーグ戦         | リーグ杯         | リーグ杯         | 天皇杯           | 天皇杯           | 期間通算         | 期間通算         |
| ---------------- | ---------------- | ---------------- | ---------------- | ---------------- | ---------------- | ---------------- | ---------------- | ---------------- | ---------------- | ---------------- | ---------------- |
| 2002             | 磐田             | 30               | J1               | 0                | 0                | 0                | 0                | 0                | 0                | 0                | 0                |
| 2003             | 磐田             | 25               | J1               | 0                | 0                | 0                | 0                | 0                | 0                | 0                | 0                |
| 2004             | 磐田             | 25               | J1               | 0                | 0                | 0                | 0                | 0                | 0                | 0                | 0                |
| 2005             | 札幌             | 15               | J2               | 31               | 0                | -                | -                | 1                | 0                | 32               | 0                |
| 2006             | 札幌             | 15               | J2               | 44               | 4                | -                | -                | 5                | 1                | 49               | 5                |
| 2007             | 磐田             | 15               | J1               | 30               | 2                | 4                | 0                | 2                | 0                | 36               | 2                |
| 2008             | 磐田             | 15               | J1               | 30               | 0                | 4                | 0                | 1                | 0                | 35               | 0                |
| 2009             | 磐田             | 15               | J1               | 9                | 0                | 4                | 0                | 0                | 0                | 13               | 0                |
| 2010             | 磐田             | 2                | J1               | 12               | 0                | 5                | 0                | 0                | 0                | 17               | 0                |
| 2011             | 磐田             | 2                | J1               | 30               | 0                | 3                | 1                | 1                | 0                | 34               | 1                |
| 2012             | FC東京           | 5                | J1               | 17               | 0                | 2                | 0                | 1                | 0                | 20               | 0                |
| 2013             | FC東京           | 5                | J1               | 18               | 0                | 6                | 0                | 3                | 0                | 27               | 0                |
| 2014             | FC東京           | 5                | J1               | 7                | 0                | 2                | 0                | 0                | 0                | 9                | 0                |
| 2015             | 浦和             | 2                | J1               | 4                | 0                | 0                | 0                | 1                | 0                | 5                | 0                |
| 2016             | 浦和             | 2                | J1               | 1                | 0                | 2                | 0                | 0                | 0                | 3                | 0                |
| 2017             | 山形             | 15               | J2               | 20               | 1                | -                | -                | 0                | 0                | 20               | 1                |
| 2018             | 山形             | 15               | J2               | 15               | 0                | -                | -                | 0                | 0                | 15               | 0                |
| 2019             | 山形             | 5                | J2               | 13               | 0                | -                | -                | 0                | 0                | 13               | 0                |
| 2020             | 秋田             | 50               | J3               | 11               | 0                | -                | -                | 0                | 0                | 11               | 0                |
| 2021             | 秋田             | 50               | J2               | 17               | 1                | -                | -                | 0                | 0                | 17               | 1                |
| 2022             | 秋田             | 50               | J2               | 9                | 0                | -                | -                | 0                | 0                | 9                | 0                |
| 2023             | 秋田             | 50               | J2               | 4                | 0                | -                | -                | 1                | 0                | 5                | 0                |
| 2024             | 秋田             | 50               | J2               | 1                | 0                | 2                | 0                | 1                | 0                | 4                | 0                |
| 通算             | 日本             | 日本             | J1               | 158              | 2                | 32               | 1                | 9                | 0                | 199              | 3                |
| 通算             | 日本             | 日本             | J2               | 154              | 6                | 2                | 0                | 8                | 1                | 164              | 7                |
| 通算             | 日本             | 日本             | J3               | 11               | 0                | -                | -                | 0                | 0                | 11               | 0                |
| 総通算           | 総通算           | 総通算           | 総通算           | 323              | 8                | 34               | 1                | 17               | 1                | 374              | 10               |

| 国際大会個人成績 | 国際大会個人成績 | 国際大会個人成績 | 国際大会個人成績 | 国際大会個人成績 |
| 年度             | クラブ           | 背番号           | 出場             | 得点             |
| AFC              | AFC              | AFC              | ACL              | ACL              |
| ---------------- | ---------------- | ---------------- | ---------------- | ---------------- |
| 2004             | 磐田             | 25               | 1                | 0                |
| 2012             | FC東京           | 5                | 3                | 0                |
| 2015             | 浦和             | 2                | 3                | 0                |
| 2016             | 浦和             | 2                | 0                | 0                |
| 通算             | AFC              | AFC              | 7                | 0                |

その他の国際公式戦
- 2011年
  - スルガ銀行チャンピオンシップ 1試合0得点
- 2005年3月5日：J2初出場 - J2第1節 vsヴァンフォーレ甲府 (小瀬)
- 2006年4月15日：J2初得点 - J2第9節 vs湘南ベルマーレ (札幌ド)
- 2007年3月4日：J1初出場 - J1第1節 vs柏レイソル (柏)
- 2007年5月27日：J1初得点 - J1第13節 vsアルビレックス新潟 (ヤマハ)
- 2011年8月7日：J1・100試合出場 - J1第20節 vs名古屋グランパス (瑞穂陸)

## 代表歴
- U-18日本代表
  - 2001年 - 国際ユースサッカーin新潟[37]

## タイトル

### クラブ
ジュビロ磐田
- J1リーグ (2002年)
- ゼロックススーパーカップ (2003年、2004年)
- 天皇杯 JFA 全日本サッカー選手権大会 (2003年)
- Jリーグカップ (2010年
- スルガ銀行チャンピオンシップ (2011年)

浦和レッズ
- J1リーグ 1stステージ (2015年)
- J1リーグ 2ndステージ (2016年)
- Jリーグカップ (2016年)

ブラウブリッツ秋田
- J3リーグ：1回（2020年）

## 指導歴
- 2025年 -  浦和レッズジュニアU-12 コーチ